# N'Gaous
N'Gaous è un comune dell'Algeria, situato nella provincia di Batna.